# Hoek (Terneuzen)
Pour les articles homonymes, voir Hoek.
Hoek (en zélandais : D'n Noek) est un village de la commune néerlandaise de Terneuse, en Zélande.
Le 1er janvier 2009, Hoek comptait 3 139 habitants.
Hoek a été une commune indépendante jusqu'au 1er avril 1970. À cette date, la commune a été rattachée à celle de Terneuse.

## Tourisme
La localité possède un camping gigantesque avec skate park, restaurant, bar, plage, marina, etc.